# Palliohedyle
Palliohedyle is een geslacht van weekdieren uit de klasse van de Gastropoda (slakken).

## Soorten
- Palliohedyle sutteri (Wawra, 1979)
- Palliohedyle weberi (Bergh, 1895)